# Kehlhof Schwamendingen

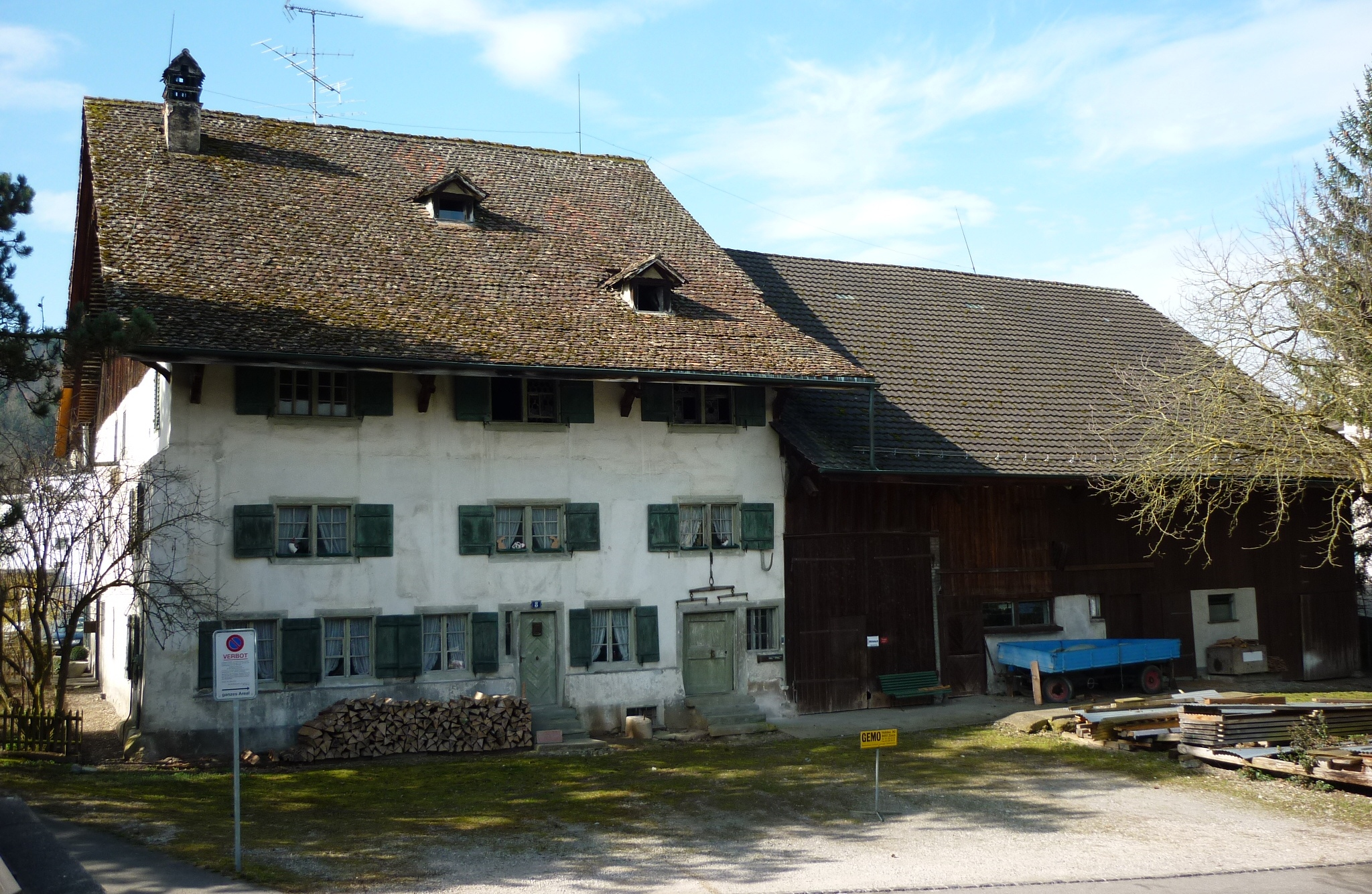
Kehlhof Schwamendingen

Der Kehlhof Schwamendingen in  Schwamendingen ist ein ehemaliger Lehenshof und Amtsstelle des Grossmünsters. Der unter Denkmalschutz stehende Kehlhof ist mit seinen 7 Jochen einer der grössten bekannten Mehrreihenständerbauten und einer der letzten Bauernbetriebe des Ortes.

## Lage
Der Kehlhof befindet sich am Stettbachweg 8 gegenüber der alten Kirche im Zentrum von Schwamendingen, einem Stadtkreis der Stadt Zürich.

## Geschichte
Der Kehlhof und sein Inhaber Ruodpert, cellerarius zuo Swamundinga, wurden 929 erstmals schriftlich erwähnt. Im Jahre 915 bestand der Weiler Schwamendingen aus zehn Wohnhäusern. Das Geschlecht der Keller von Schwamendingen wurde um das Jahr 1000 als Inhaber des Kehlhofs erwähnt. Die Keller wurden 1320 Bürger der Stadt Zürich und stellten der Stadt zwei Bürgermeister, 65 Ratsherren, 71 Vögte und 26 Geistliche. 1487 erhielt der Hauptmann und Oberbefehlshaber Felix Keller vom Kaiser für sich und seine Nachkommen ein Wappen mit Steinbock und einem Adelsbrief. Die Keller vom Steinbock führten nun in Gold einen schwarzen Steinbock im Wappen, während es früher ein schwarzer Schlüssel war. 1573 erliessen die Stiftsherren des Grossmünsters beim Schwamendinger Kehlhof eine Haushaltsordnung, weil sie liederliches Haushalten, grosse Schulden und die Gefahr eines nahen
Konkurses feststellten. 
Gemäß der Offnung von Schwamendingen von 1400 und 1533 wurde im Kehlhof, als Amtsstelle des Grossmünsters, unter dem Vorsitz des Propstes zweimal im Jahr (Maien- und Herbstgericht) Gericht gehalten. Der Propst wurde vom Vogt auf der Kyburg in der Ausübung seines Amtes geschützt. Das Hochgericht, das insbesondere über Leben und Tod urteilte, wurde von den Kyburgern und nach ihrem Aussterben 1264 von den Habsburgern ausgeübt. Am Gerichtstag wurde auch die Verleihung des Kehlhofes bestätigt, sofern die Bauern dem Keller ein gutes Zeugnis ausstellten. Der Keller (auch Kehlhofer genannt) hatte ein Aufsichtsrecht über die Bauern des Dorfes und über den Weibel. Dieser war ein Dorfbeamter und wurde von der Dorfgemeinde gewählt. 1404 verlieh König Ruprecht der Propstei Grossmünster zur niederen Gerichtsbarkeit noch das Blutgericht, womit diese im Besitze aller grundherrlichen Rechte über Schwamendingen war. Die niedere Gerichtsbarkeit (Twing oder Bann) wurde erst in der Reformation von den Grossmünster-Chorherren der Stadt übergeben. 

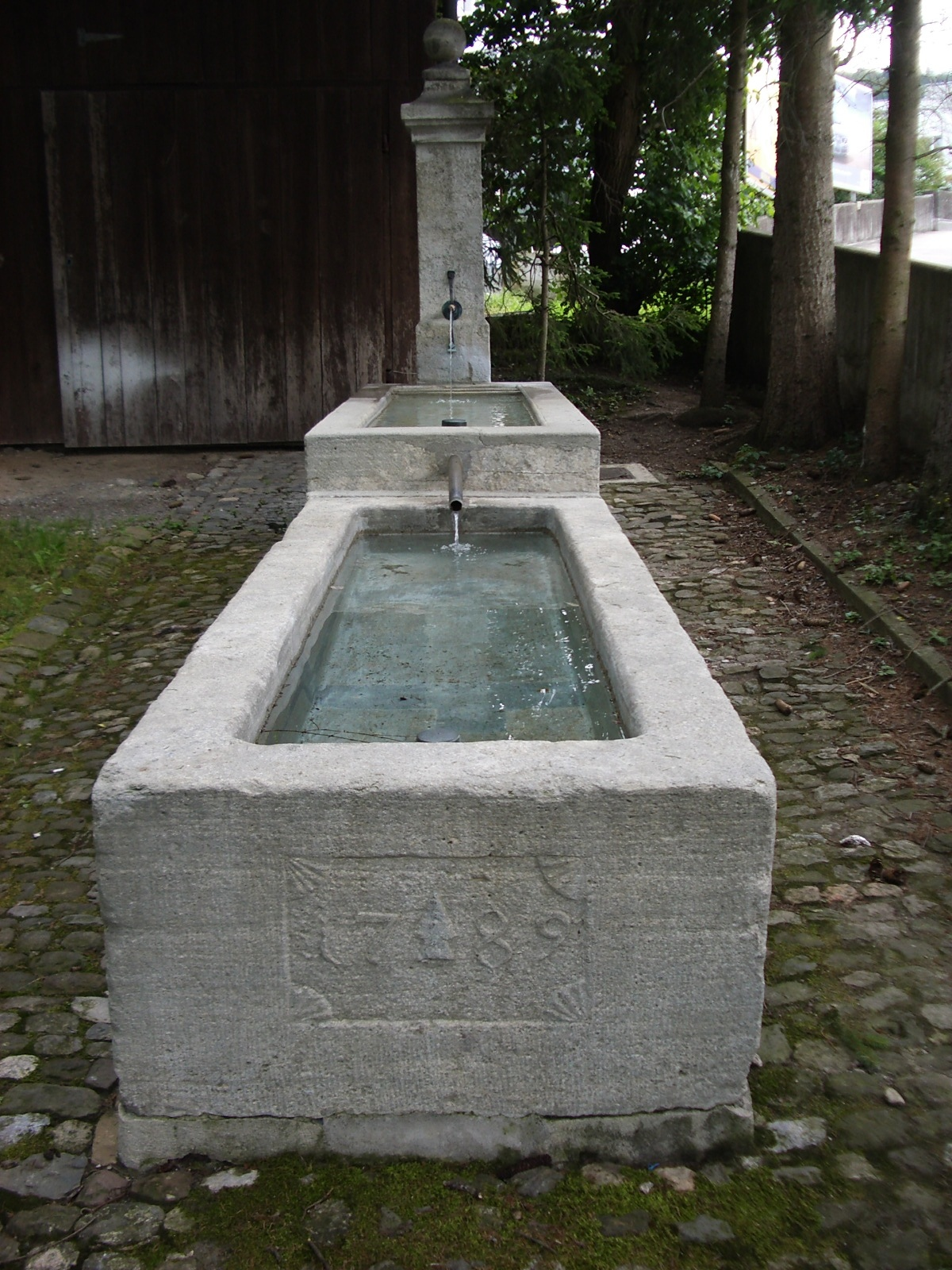
Brunnen des Kehlhofes von 1789

## Baugeschichte
Von 1555 bis 1557 wurde der Kehlhof auf den Grundmauern seines Vorgängerhofes neu erbaut. Der Bau wurde in der Breite und Länge zu einem der grössten Mehrreihenständerbauten mit 7 Jochen und einem Traufabstand von 17,50 Meter erweitert. Bei dem sich im 16. Jahrhundert entwickelten Mehrreihenständerbau, wurde die zum Dachbalken (Firstpfette) führende Mittelständerreihe (Hochstud) durch zwei innere Hochständerreihen ersetzt, die von der Schwelle bis zur Mittelpfette reichten. Mit diesem speziellen Bautyp konnten breitere und größere Gebäude errichtet und die Raumteilung (Grundriss) von zwei auf drei Räume (Stube, offene Herdstelle, Kammer) erhöht werden. Die symmetrische Anordnung der inneren Ständerreihen führte dazu, dass Stube und Kammer die gleiche Raumbreite aufwiesen, während der mittlere Raum durch den Abstand der beiden Innenständer variiert werden konnte. Dieser Grundrissstandard hielt sich bis ins 19. Jahrhundert hinein. In Längsrichtung konnte das Gerüstsystem flexibler gestaltet werden. Die längliche, durch Gebinde abgegrenzten Raumgevierte wurden Joche genannt. Beim Kehlhof umfasst der Wohnteil zwei Joche, der Ökonomieteil drei (Tenn, Stall, Futtertenn). Zwei Joche für einen zusätzlichen Stall und ein zusätzliches Tenn wurden später angefügt. Dachziegel aus Schwamendinger Produktion lösten das bisher übliche Strohdach ab. Die ungewöhnliche Anordnung der Stube im nördlichen Raumdrittel dürfte mit der Ausrichtung auf die gegenüberliegende Kirche zusammenhängen. Die Größe des Mehrreihenständerbaus tritt heute hinter dem 1782 aufgestockten Wohnhaus zurück.